# Guerrino Albani
Guerrino Albani, född 2 april 1954, är en sanmarinsk före detta fotbollsspelare.
Albani spelade i San Marinos första landskamp någonsin, mot Kanada 1986.